# Maelgwn ap Rhys
Maelgwn ap Rhys (ca. 1170-1230) fou príncep de part del regne de rei de Deheubarth, al sud-oest de Gal·les. Era fill de Rhys ap Gruffydd («el senyor Rhys») i la seva muller Gwenllian ferch Madog, filla del príncep de Powys Madog ap Maredudd. És esmentat per primera vegada com a participant en el setge de Dinbych-y-pysgod del 1187. El 1188, quan l'arquebisbe de Canterbury, Balduí de Forde, i Giraldus Cambrensis recorregueren Gal·les reunint homes per a la Tercera Croada, Maelgwn és citat entre els que prengueren la creu, tot i que no consta que acabés anant a la croada.